# 福斯 (埃罗省)
福斯（法語：Fos，法語發音：[fɔs]）是法国埃罗省的一个市镇，位于该省中部偏西，属于贝济耶区。

## 地理
福斯（43°33'58"N, 3°14'45"E）面积6.58 平方千米，位于法国奧克西塔尼大區埃罗省，该省份为法国南部沿海省份，南濒地中海，西南接奥德省，西北接塔恩省和阿韦龙省，东北与加尔省接壤。
与福斯接壤的市镇（或旧市镇、城区）包括：孟德斯鸠、佩泽讷莱米讷、罗克塞勒。

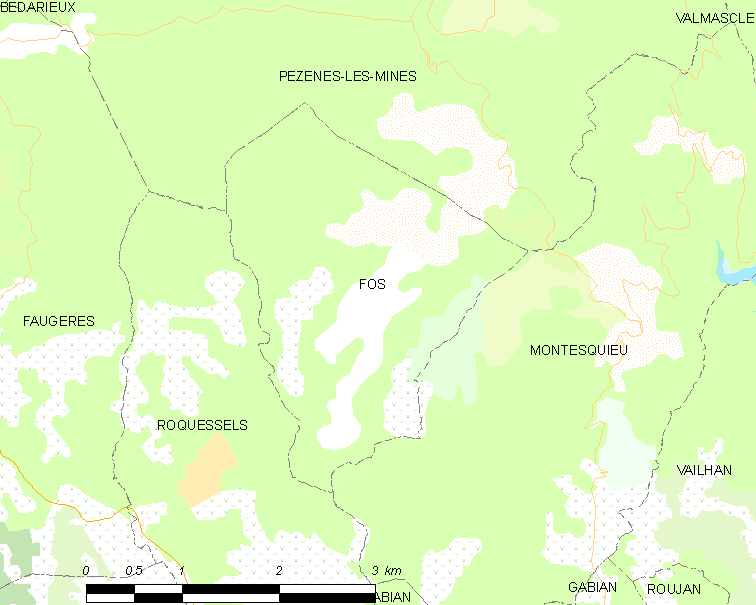
的OSM定位图

福斯的时区为UTC+01:00、UTC+02:00（夏令时）。

## 行政
福斯的邮政编码为34320，INSEE市镇编码为34104。

## 政治
福斯所属的省级选区为卡祖勒莱贝济耶县。

## 人口

1962-2008年间人口变化图示

福斯于2022年1月1日时的人口数量为131人。